# Núria Badia Font
Núria Badia Font (Terrassa, Vallès Occidental, 12 de setembre de 1971) és una jugadora de tennis de taula catalana.
Membre de l’EPIC Casino del Comerç, aconseguí el campionat de Catalunya i d’Espanya en categoria juvenil (1989). En categoria sènior, es proclamà Campionat de Catalunya en tretze ocasions, tres en individual (1991, 1992, 1994), quatre en dobles (1991, 1992, 1993, 1994), tres en dobles mixtos (1988, 1991, 1992) i tres per equips (1990, 1991, 1992). A nivell estatal, guanyà quatre Campionats d'Espanya, dos en individual (1993, 1994) i dos per equips (1990, 1991). També aconseguí dues Lligues espanyoles (1990. 1991) amb l'equip terrassenc. Internacional amb la selecció espanyola, participà al Campionat del Món de 1991 i al d'Europa de 1990 i 1994. Retirada esportivament des del 1996, exercí de jugadora-entrenadora de la secció de tennis de taula femenina del Centre Natació Mataró entre 1998 i 2000. Posteriorment, ha format part de la junta directiva del Joventut Esportiva de Terrassa.
Entre d'altres reconeixements, ha rebut el premi a l’Esperit Olímpic del Comitè Olímpic de Catalunya.